# Subđakon
Subđakon ili podđakon (lat. sub - + lat. diaconus ← grč. diákonos) je peti od pet stupnjeva svećeničkog reda. Bio je stupanj priprave za đakonat i nije postojao kao trajni red. Subđakonat se smatra i kao prva od viših crkvenih službi. Reforma Drugog vatikanskog sabora nije ga zadržala kao crkvenu službu.
Tridentski sabor spominje subđakonat kao viši crkveni red, uz đakona i višeg svećenika.
Uveo ga je papa Higin, kad je uveo "manje" Božanske službe radi ispomoći Crkvi i "većim" službama. Dok u "veće", koje su uspostavili apostoli spadaju đakonat, svećenstvo i biskupska služba, u manje spadaju ostijarij, lektor, egzorcist, akolit i subđakon. Subđakon ispomaže đakonima pri službi u zajednicama.
U ranom kršćanstvu su se ove niže službe nazivale i nižim redovima. Dio je do kraja ostao samostalna služba, dok je dio ostao kao "stuba" prema svećeništvu. Svim su se kandidatima za svećeništvo dijelile posebnim obredom, koji je po sebi već prestao biti znakom. Stoga ga je Drugi vatikanski sabor i dokinuo, a neke i dokinuo za područje zapadne liturgije, poput subđakonata. Od 5. stoljeća sve do dokidanja u 20. stoljeću bio je redovnim putem priprave za đakonat. Službovanje subđakona sastojalose u čitanju apostolskih poslanica i pranju sv. posuđa. Podđakon je imao svoju liturgijsku odjeću: albu, tunicelu i manipul. Biskup je bio taj koji je redovito podjeljivao subđakonski red. Podjeljivanje reda nije činio polaganjem ruku nego molitvom i predajom znakova: knjige i kaleža. Subđakonat ili podđakonat je služba subđakona (podđakona).

## Vanjske poveznice
- [neaktivna poveznica] Andrija Kopilović: Upoznajmo govor liturgijskih znakova - Liturgijski znakovi sakramenata - Sakrament svetog reda: biskup, prezbiter i đakon, srpanj-kolovoz 2009.
- Zvonik, br. 180[neaktivna poveznica]  Andrija Kopilović: Upoznajmo govor liturgijskih znakova - Liturgijski znakovi sakramenata